# Білий замок на чорній скелі
Білий замок на чорній скелі — пригодницький роман українського письменника Матвієнка Костянтина Степановича, що вийшов у 2016 році у видавництві «Юстініан».
За словами Костянтина Матвієнко, книга є продовженням фантастичного циклу романів «Крізь брами українських часів», але сюжет цієї книги серії розгортається на іншій планеті, з іншого боку Чумацького краю.

## Сюжет книги
У романі читач зустрінеться із Нодом Азбораном – курсантом військової академії у Республіці Дуумвіврів, що на планеті Деола. Несподівані обставини раптом вихоплюють парубка зі звичного плину життя та кидають у вир карколомних пригод. Він потрапить до місця дислокації міжпланетного військового загону на чолі з отаманом Мишком, потоваришує з одним пришелепуватим привидом, а також із рудим бароном, що захоплений пошуками крега – лютого доісторичного хижака. Нодові доведеться опановувати придворний етикет у спілкуванні з трохи питущою королевою та з її юним коханцем. Також він познайомиться зі старокиївським домовиком Лахудриком Пенатієм – магістром езотерики, між іншим.
І ще одна «дрібниця» – серед іншого Нод має допомогти у відновленні балансу сил Добра і Зла, що був порушений внаслідок дії невідомих до часу елементів світобудови субквантового рівня.

## Інновації
Війна на сході України вже знайшла відображення у жанрі політичне фентезі, хоча роботу над романом автор розпочав задовго до цих подій.
Це перший роман Костянтина Матвієнка події якого відбуваються на вигаданій планеті Деола на іншому кінці галактики Чумацький Шлях.